# Unió Islàmica del Kurdistan
La Unió Islàmica del Kurdistan (یەکگرتووی ئیسلامیی کوردستان) és un partit polític de tendència islamista al Kurdistan Iraquià, proper als Germans Musulmans.
El 1994 fou organitzada la Unió Islamica Kurda (o del Kurdistan) que va elegir secretari general a Salaheddine Bahaaeddin amb Hadi Ali com a segon home al partit. La seva base és a Arbil i té bones relacions amb la Unió Patriòtica del Kurdistan i el Partit Democràtic del Kurdistan. Va participar en les eleccions legislatives regionals del gener del 2005 en la llista de l'Aliança Democràtica Patriòtica del Kurdistan) i va obtenir 9 escons, i en les constituents de l'Iraq a la mateixa data, també en la llista unida kurda. A les eleccions parlamentàries del 15 de desembre del 2005 a l'Iraq va anar per separat i va obtenir un 1,3% i 5 escons (de 275) amb 157.688 vots. A les eleccions regionals del Kurdistan del 2009 va formar part de la Llista del Servei i la Reforma (amb tres altres partits) que va obtenir 240.842 vots (12,8%) i 13 diputats. I a l'elecció parlamentària iraquiana de 2010 va obtenir (en solitari) 243.720 vots (2,12%) i 4 diputats.